# Episodi di Spirit: Avventure in libertà (seconda stagione)
La seconda stagione di Spirit: Avventure in libertà è stata pubblicata negli USA l'8 settembre 2017 su Netflix.
In Italia invece è stata trasmessa dal 19 settembre 2017 su DeaKids.
| Nº | Nº | Titolo originale                                  | Titolo italiano                         | Prima TV USA     | Prima TV Italia   |
| -- | -- | ------------------------------------------------- | --------------------------------------- | ---------------- | ----------------- |
| 7  | 1  | Lucky and the Cowboy Next Door                    | Un nuovo amico                          | 8 settembre 2017 | 19 settembre 2017 |
| 8  | 2  | Lucky and the Pie P.I.                            | Il mistero della torta rubata           | 8 settembre 2017 | 20 settembre 2017 |
| 9  | 3  | Lucky and the Super Amazing and Fun Cousin Julian | Il super fantastico e divertente Julian | 8 settembre 2017 | 21 settembre 2017 |
| 10 | 4  | Lucky and the Harvest Hunt                        | La caccia al tesoro                     | 8 settembre 2017 | 22 settembre 2017 |
| 11 | 5  | Lucky and the Christmas Spirit                    | Salviamo il Natale!                     | 8 settembre 2017 | 25 settembre 2017 |
| 12 | 6  | Lucky and the Deadly Blizzard                     | La furiosa tormenta                     | 8 settembre 2017 | 26 settembre 2017 |
| 13 | 7  | Lucky and the Price of Freedom                    | Il prezzo della libertà                 | 8 settembre 2017 | 27 settembre 2017 |